# Daniël Mensch
Pour les articles homonymes, voir Mensch.
Daniël Theodor Mensch est un rameur néerlandais né le 4 octobre 1978 à Sliedrecht (Pays-Bas). 

## Biographie
Daniël Mensch a remporté la médaille d'argent en huit aux Jeux olympiques d'été de 2004 à Athènes, avec Michiel Bartman, Gijs Vermeulen, Jan-Willem Gabriëls, Geert-Jan Derksen, Gerritjan Eggenkamp, Matthijs Vellenga, Chun Wei Cheung et Diederik Simon.

## Palmarès
- Jeux olympiques d'été de 2004 à Athènes
  -  Médaille d'argent en huit